# Кубок Беларуси по баскетболу
Кубок Белоруссии по баскетболу — ежегодный турнир, проводимый Белорусской федерацией баскетбола.

## История
Кубок Белоруссии по баскетболу среди мужских команд проводится с 1997 года. Первым победителем стала команда, составленная из игроков минских клубов «Автозаводец-Дженти» и РУОР.
Первоначально турнир проводился в конце весны, после окончания чемпионата Белоруссии, победитель определялся по результатам группового турнира. В 1999 году время проведения турнира перенесено на осень, в преддверии чемпионата страны, а победитель впервые определялся по результатам Финала четырёх. В начале-середине 2000-х годов победитель определялся в финальном матче между лучшими командами группового этапа.
С 2008 года игры группового этапа проходили осенью, а победитель определялся в Финале четырёх, проходившем в декабре. В 2017 году розыгрыш Кубка проходил осенью, победитель и призёры определялись по результатам группового турнира. В 2018 году розыгрыш Кубка вернулся к формату Финала четырёх.
В 2023 году впервые за 15 лет команда БК «Минск» не прошла в финальный матч, потерпев поражение от «Борисфена».
В 2024 году команда «Гродно-93» впервые за 17 лет получила золотые медали в Кубке, обыграв в полуфинале «Рубон» (82:68), и в финале БК «Минск» (80:63).

## Победители
| Год  | Победитель                 | Тренер победителя  | 2 место                   | Результат финальной игры | 3 место                  | 4 место                    | MVP                                 |
| ---- | -------------------------- | ------------------ | ------------------------- | ------------------------ | ------------------------ | -------------------------- | ----------------------------------- |
| 2024 | Гродно-93                  | Дмитрий Кузьмин    | БК Минск                  | 80:63                    | Борисфен (Могилёв)       | Рубон (Витебск)            | Даниил Борисевич (Гродно-93)        |
| 2023 | Борисфен (Могилёв)         | Андрей Кривонос    | Гродно-93                 | 83:75                    | БК Минск                 | Рубон (Витебск)            | Андрей Рогозенко (Борисфен)         |
| 2022 | БК Минск                   | Ростислав Вергун   | Гродно-93                 | 77:63                    | Борисфен (Могилёв)       | Рубон (Витебск)            | Владислав Близнюк (БК Минск)        |
| 2021 | Цмоки-Минск                | Ростислав Вергун   | Гродно-93                 | 81:49                    | Борисфен (Могилёв)       | Рубон (Витебск)            | Джейсон Кларк (Цмоки-Минск)         |
| 2020 | Цмоки-Минск                | Ростислав Вергун   | Борисфен (Могилёв)        | 83:79                    | Рубон (Витебск)          | Гродно-93                  | Роберт Лоури (Цмоки-Минск)          |
| 2019 | Цмоки-Минск                | Ростислав Вергун   | Борисфен (Могилёв)        | 109:65                   | Рубон (Витебск)          | Гродно-93                  | Бранко Миркович (Цмоки-Минск)       |
| 2018 | Цмоки-Минск                | Александр Крутиков | Борисфен (Могилёв)        | 92:82                    | Гродно-93                | Рубон (Витебск)            | Виталий Лютыч (Цмоки-Минск)         |
| 2017 | Цмоки-Минск                | Ростислав Вергун   | Борисфен (Могилёв)        | не проводилась           | Гродно-93                | Цмоки-Минск-2              | Алексей Тростинецкий (Цмоки-Минск)  |
| 2016 | Цмоки-Минск                | Игорь Грищук       | Гродно-93                 | 94:53                    | не разыгрывалось         | не разыгрывалось           | Джастин Грей (Цмоки-Минск)          |
| 2015 | Цмоки-Минск                | Игорь Грищук       | Борисфен (Могилёв)        | 112:90                   | Гродно-93                | Цмоки-Минск-2              | Виталий Лютыч (Цмоки-Минск)         |
| 2014 | Цмоки-Минск                | Игорь Грищук       | Гродно-93                 | 90:60                    | Цмоки-Минск-2            | Рубон (Витебск)            | Бранко Миркович (Цмоки-Минск)       |
| 2013 | Цмоки-Минск                | Дональдас Кайрис   | Гродно-93                 | 86:54                    | Сож-ГГУ (Гомель)         | Свислочь (Осиповичи)       | Кейт Бенсон (Цмоки-Минск)           |
| 2012 | Цмоки-Минск                | Андрей Кривонос    | Свислочь (Осиповичи)      | 103:57                   | Гродно-93                | Рубон (Витебск)            | Максим Шустов (Свислочь)            |
| 2011 | Минск-2006                 | Андрей Кривонос    | Гродно-93                 | 103:91                   | Рубон (Витебск)          | СБК Осиповичи              | Кортни Элдридж (Минск-2006)         |
| 2010 | Минск-2006                 | Андрей Кривонос    | Локомотив-КиС (Витебск)   | 114:71                   | Гродно-93                | ОЗАА (Осиповичи)           | Владимир Шарко (Минск-2006)         |
| 2009 | Минск-2006                 | Андрей Кривонос    | ОЗАА (Осиповичи)          | 76:59                    | Гродно-93                | Сож (Гомель)               | Дмитрий Кузьмин (Минск-2006)        |
| 2008 | Виталюр (Минск)            | Михаил Фейман      | ОЗАА (Осиповичи)          | 101:74                   | Минск-2006               | Гродно-93                  | не выбирался                        |
| 2007 | Гродно-93                  | Юрий Черняк        | Виталюр (Минск)           | 81:79                    | ОЗАА (Осиповичи)         | Сож (Гомель)               | не выбирался                        |
| 2006 | Виталюр (Минск)            | Александр Борисов  | Локомотив-КиС (Витебск)   | 91:80                    | Гродно-93                | ОЗАА (Осиповичи)           | не выбирался                        |
| 2005 | Виталюр (Минск)            | Михаил Фейман      | Гродно-93                 | 58:55                    | Локомотив-КиС (Витебск)  | ОЗАА (Осиповичи)           | не выбирался                        |
| 2004 | Гродно-93                  | Евгений Пустогвар  | Локомотив-КиС (Витебск)   | 57:54                    | Виталюр (Минск)          | Темп-ОШВСМ (Могилёв)       | не выбирался                        |
| 2003 | Гродно-93                  | Александр Борисов  | Минск-БНТУ                | 68:67                    | РШВСМ (Минск)            | Спартак-Кондитер (Гомель)  | не выбирался                        |
| 2002 | Гродно-93                  | Александр Борисов  | Спартак-Кондитер (Гомель) | 107:64                   | Минск-БНТУ               | Темп-ОШВСМ (Могилёв)       | не выбирался                        |
| 2001 | Гродно-93                  | Александр Борисов  | Спартак-Кондитер (Гомель) | 80:73                    | БК Минск                 | Темп-ОШВСМ (Могилёв)       | не выбирался                        |
| 2000 | Гродно-93                  | Александр Борисов  | Спартак-Кондитер (Гомель) | 120:81                   | РТИ (Минск)              | Автозаводец-Дженти (Минск) | не выбирался                        |
| 1999 | Автозаводец-Дженти (Минск) | Александр Тониев   | Локомотив (Витебск)       | 88:56                    | Гомельские рыси (Гомель) | Темп-ОШВСМ (Могилёв)       | не выбирался                        |
| 1998 | Гродно-93                  | Евгений Кец        | РТИ-ОЗАА (Осиповичи)      | не проводилась           | Локомотив (Витебск)      | Автозаводец-Дженти (Минск) | не выбирался                        |
| 1997 | Автозаводец-РУОР (Минск)   | Александр Тониев   | Папирус-Акдимол (Борисов) | не проводилась           | Гродно-93                | Локомотив-Шиком (Витебск)  | Анатолий Якубенко (Локомотив-Шиком) |